# Karim de Syncop
Karim de Syncop, de nombre artístico  Karim Benzaïd, nacido el 28 de enero de 1978 en Sétif, es un cantante argelino y montrealés del grupo Syncop.
Karim de Syncop, nacido el 28 de enero de 1978 en Sétif  de padres enseñantes, parte durante su adolescencia a Túnez en 1990.
En 1998, marcha hacia Canadá y se instala en Quebec en la ciudad de Montreal.

## Syncop
El grupo Syncop está compuesto por el cantante Karim Benzaïd de nombre artístico Karim de Syncop, Guillaume Landry a la batería, Gabou al bajo, Noémie Robidas al violín, Mustafa Zellat al teclado,  Hassan El Hadi al laúd  y Annick Beauvais al oboe.
Ha participado en  varios acontecimientos en Quebec, en el Festival de música del Magreb en Montreal, el 1 y el 2 de abril en el Teatro Fairmountde cada año que se celebra este festival . Karim de Syncop ha interpretado la canción de Sting & Cheb Mami Desert Rosa con Lynda Thalie en los FrancoFolies de Montreal en 2013.

## Estilo musical

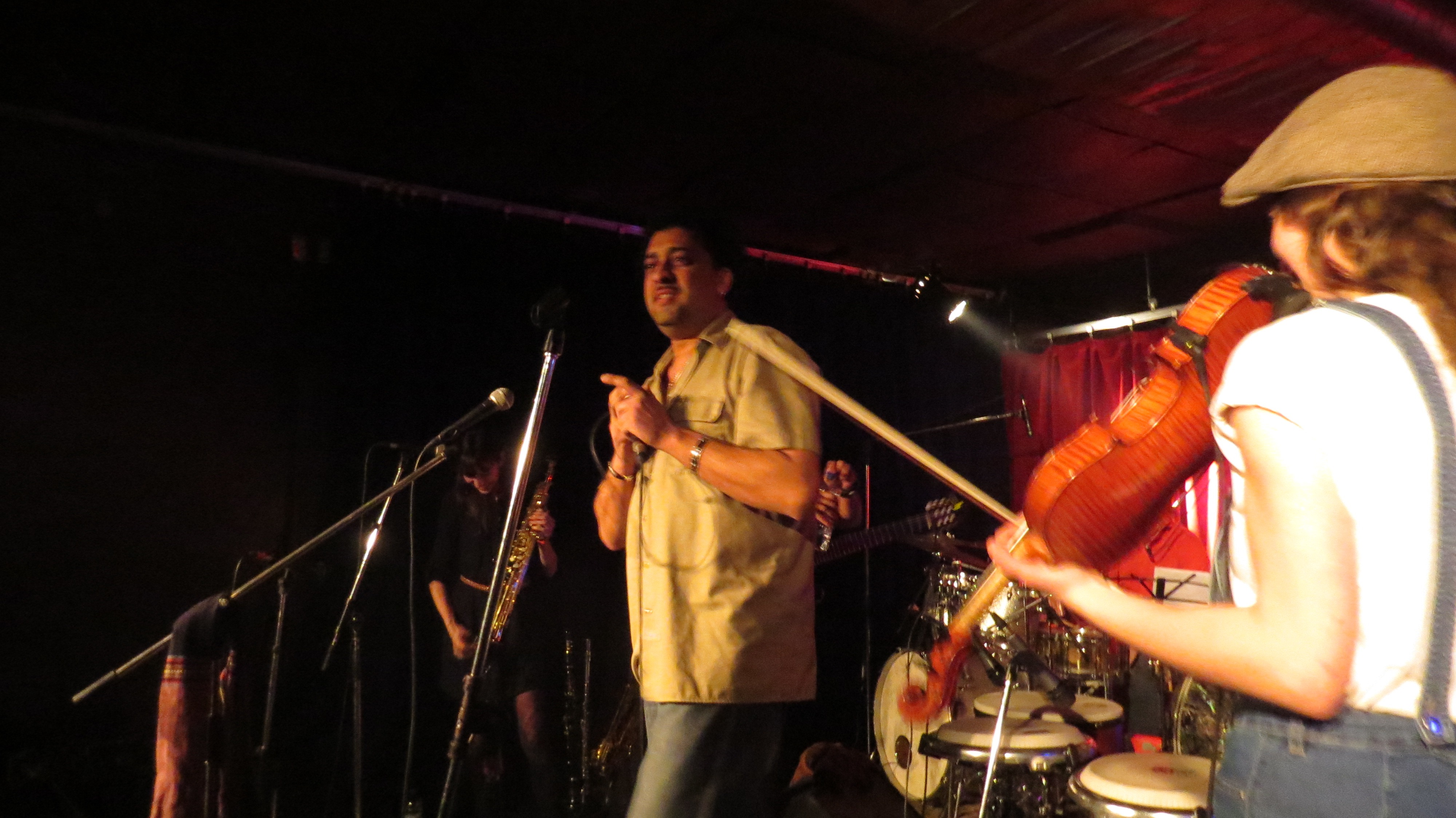
Karim Benzaïd canta y Noémie Robidas al violín con los miembros del grupo Nomad’ Stones en Montreal

El  grupo Syncop canta y  se mueve entre el raï, la música chaoui, el reggae, el ragamuffin,  hip hop,la canción francesa y los ritmos y canciones de Quebec del género  del rigodón. Karim Syncop delara que 

«nuestra música tiene una trayectoria indentitaria. Está Argelia y África del Norte, pero todo esto se recompone siempre a través de la francofonía de aquí. Y el mestizaje es ahora más refinado»

, durante la velada del  Maghreb in casbah , en 2011.

## Premio
En 1999, el grupo logra el Premio del público de las universidades art-t-fac. En 2001, obtiene el tercer premio del festival: La Fiesta des musiques diversifiées .

## Álbumes
El primer álbum es Les gens du voyage, editado en 2003 y el segundo álbum studio Sirocco de érable salió en octubre de 2011, bajo la etiqueta  de discos del Festival international Nuits d'Afrique.
| [[Anexo:Música en \|]]: Les gens du voyage |
| --- |
| 1. Trabendo 2. À contre-courant 3. La cabane à souk 4. Elle n’a rien oublié 5. Vivant 6. Moul echech 7. Il faut que ça balance 8. Conte à rebours 9. Maniman 10. Cosmopolitisme |

| [[Anexo:Música en \|]]: Sirocco d’érable |
| --- |
| 1. Trabendo 2. À contre-courant 3. La cabane à souk 4. Elle n'a rien oublié 5. Vivant 6. Interlude 7. Moul echech 8. Il faut que ça balance 9. Salhi dielna 10. Conte à rebours 11. Maniman 12. Cosmopolitisme 13. Oksabalnce remix (Chafiik de Loco Locass) |